# Robert Dozier
Robert Lorenzo Dozier Jr. (Lithonia, Georgia, SAD, 6. studenog 1985.) je američki košarkaš koji trenutno igra u redovima francuskog kluba Cholet Basket. Pozicija igrača je krilni centar.

## Karijera

### Sveučilišna karijera
Robert Dozier je studirao na sveučilištu University of Memphis te je igrao za tamošnju momčad Memphis Tigers. Tijekom sezone 2007./08. igrač je nastupio u svih 99 utakmica za klub te je bio važna momčadska karika. U momčadi je igrao s budućim NBA košarkašima kao što su Derrick Rose, Chris Douglas-Roberts i Joey Dorsey.

### Profesionalna karijera
Dozier se 2009. prijavio na NBA Draft na kojem ga je kao ukupno 60. pick na draftu uzeo Miami Heat. Međutim, igrač u konačnici nije ušao u NBA nego je potpisao za grčki Kolos Rodos. U studenome 2010. igrač prelazi u solunski PAOK za koji je nastupao do srpnja 2011. kada potpisuje za Cholet Basket.

## Vanjske poveznice
- Profil igrača na Draft Express.com  Arhivirana inačica izvorne stranice od 18. kolovoza 2017. (Wayback Machine)
- Profil igračeva drafta na NBA.com
- Dozierov profil kao igrača Memphis Tigersa  Arhivirana inačica izvorne stranice od 21. veljače 2009. (Wayback Machine)